# Orbetello
Orbetello es una localidad de la provincia de Grosseto, en la Toscana, Italia. Su población es de 14.978 habitantes (2007) en una superficie de 226,98 km².
Fue capital de los llamados Presidios de Toscana o Estado de los Reales Presidios, que constituyeron una entidad territorial bajo soberanía de la Monarquía Hispánica en la costa de Toscana entre 1557 y 1707.

## Edificios y monumentos
- Catedral de Santa María Asunta.
- Murallas.

## Evolución demográfica
| Gráfica de evolución demográfica de Orbetello entre 1861 y 2001 |
|                                                                 |
| Fuente ISTAT - elaboración gráfica de Wikipedia                 |